# Isla Beni
Isla Beni es una isla fluvial boliviana situada en el río Beni, del cual recibe su nombre, tiene unas dimensiones de 6,8 kilómetros de largo por 3,5 kilómetros de ancho y una superficie de 10,53 km². La isla tiene un perímetro de 17,9 kilómetros, siendo una de las más grandes del río, contiene una pequeña laguna de 11 hectáreas.